# A Fistful of Alice
A Fistful of Alice è un live album di Alice Cooper, pubblicato nel giugno 1997 per l'Etichetta discografica Angel Records.

## Il Disco
Fu registrato nel 1996 al club "Cabo Wabo" di Sammy Hagar, a Cabo San Lucas (Messico).
Slash, ex chitarrista dei Guns N' Roses, suonò in alcuni brani. Cooper disse che la canzone Desperado fu scritta per ricordare Jim Morrison, morto nel 1971 (un anno prima che fosse scritta). Vi sono anche le partecipazioni di Rob Zombie, alle parti vocali, e di Sammy Hagar alla chitarra. Il brano Is Anyone Home fu registrato in studio. Alla traccia partecipò il chitarrista degli Icon Dan Wexler.

## Edizione statunitense
1. School's Out (featuring Sammy Hagar) - 4:21
2. I'm Eighteen – 3:47
3. Desperado – 4:10
4. Lost in America (featuring Slash) - 4:14
5. Teenage Lament '74 - 3:28
6. I Never Cry - 3:53
7. Poison - 4:50
8. Billion Dollar Babies – 3:21
9. Welcome to My Nightmare – 4:59
10. Only Women Bleed (featuring Slash) – 6:48
11. Feed My Frankenstein (featuring Rob Zombie) – 4:29
12. Elected (con Rob Zombie e Slash) – 5:00
13. Is Anyone Home? – 4:21

## Edizione giapponese
1. School's Out (featuring Sammy Hagar) - 4:21
2. Under My Wheels - 3:28
3. I'm Eighteen – 3:47
4. Desperado – 4:10
5. Lost in America (con Slash) - 4:14
6. Teenage Lament '74 - 3:28
7. I Never Cry - 3:53
8. Poison - 4:50
9. Bed Of Nails - 3:48
10. Clones - 3:00
11. No More Mr. Nice Guy - 3:01
12. Billion Dollar Babies – 3:21
13. Welcome to My Nightmare – 4:59
14. Only Women Bleed (featuring Slash) – 6:48
15. Feed My Frankenstein (featuring Rob Zombie) – 4:29
16. Elected (featuring Rob Zombie) – 5:00
17. Is Anyone Home? – 4:21

## Edizione britannica
1. School's Out (featuring Sammy Hagar) - 4:21
2. Under My Wheels - 3:28
3. I'm Eighteen – 3:47
4. Desperado – 4:10
5. Lost in America (featuring Slash) - 4:14
6. Teenage Lament '74 - 3:28
7. I Never Cry - 3:53
8. Poison - 4:50
9. No More Mr. Nice Guy - 3:01
10. Welcome to My Nightmare – 4:59
11. Only Women Bleed (featuring Slash) – 6:48
12. Feed My Frankenstein (featuring Rob Zombie) – 4:29
13. Elected (featuring Rob Zombie) – 5:00
14. Is Anyone Home? – 4:21

## Formazione
- Alice Cooper - voce
- Reb Beach - chitarra, voce
- Ryan Roxie - chitarra
- Paul Taylor - tastiere, chitarra
- Todd Jensen - basso, voce
- Jimmy De Grasso - batteria

### Altri musicisti
- Slash - chitarra nei brani "Lost In America", "Only Women Bleed" e "Elected"
- Rob Zombie - voce nei brani "Feed My Frankenstein" e "Elected"
- Sammy Hagar - chitarra nel brano "School's Out"
- Dan Wexler - chitarra nel brano "Is Anyone Home?"
- Steve Farris - chitarra nel brano "Is Anyone Home?"
- Matt Laug - batteria nel brano "Is Anyone Home?"
- Merrit Morrison - basso nel brano "Is Anyone Home?"